# Баймуратов, Ораз Баймуратович
Ораз (Ураз, Уразгельды) Баймуратович Баймуратов (род. 1935, ауыл  Дюсеке Булаевского района Северо-Казахстанской области) — советский и казахстанский учёный, доктор экономических наук (1973), профессор (1975), академик НАН РК, Заслуженный деятель науки Казахстана (1991).
Происходит из рода уак.
Окончил Московский институт цветных металлов и золота (1957). В 1980—1983 годах научный сотрудник, аспирант, заведующий отделом Института экономики. В 1983—1994 годах председатель Совета по изучению производительных сил при АН Казахстана. С 1996 года директор Института финансово-банковского менеджмента Казахстана. Баймуратов принимал участие в программах научного прогнозирования социально-экономического развития Казахстана, комплексного развития г. Алматы, Балкашского, Аралского, Каспийского регионов. Лауреат премии им. Ч.Валиханова (1980).         Крупный ученый-экономист мирового ранга как автор научного Открытия «Закон социально-экономической Гармонии», доктор экономических наук, профессор, академик Национальной академии наук Республики Казахстан, Международной инженерной академии и Национальной инженерной академии Республики Казахстан.
      Видный организатор науки, лидер образования, известный государственный и общественный деятель Казахстана. Заслуженный деятель науки Республики Казахстан, Лауреат Премии имени Чокана Валиханова.
Основатель нескольких научных школ по направлениям: эффективность инвестиций, науковедение и экономика науки, развитие денежно-финансовой системы в условиях глобализации, социальная гармоничная экономика и др.
       У.Б.Баймуратов родился 14 сентября 1935 г. в ауле Дуйсеке Булаевского района (ныне им. Магжана Жумабаева) Северо-Казахстанской области.
       В 16 лет был избран самым молодым делегатом V съезда комсомола Казахстана.
       В 1957 г.  закончил Московский институт цветных металлов и золота.
        В 1964 г. – окончил аспирантуру этого же института по специальности «Экономика промышленности»  с защитой кандидатской диссертации.
       В короткий срок подготовил  и  в 1971 г. защитил докторскую диссертацию на тему «Экономическая эффективность капитальных вложений в промышленное производство (проблемы оценки, анализа и роста)», став самым молодым доктором экономических наук в Казахстане,  затем в 1975 г. - профессором по экономике, в 1979 году – членом-корреспондентом, а затем академиком Национальной академии наук Республики Казахстан.
        В  1958-1980 гг. - младший научный сотрудник, ученый секретарь, заведующий отделом Института экономики Академии наук Казахской ССР.
        В 1980-1994 гг. -  первый заместитель Председателя, Председатель Совета по изучению производительных сил (СОПС) Академии наук Казахской ССР.
       В 1994-1995 гг. – Председатель Комитета Верховного Совета Республики Казахстан по финансам, бюджету и банковскому делу.
        С 1996 г.  по настоящее время - директор Института соицлаьной экономики и финансов (бывший Научно-исследовательский институт  финансово-банковского менеджмента).
       За цикл исследований  в области экономики науки  в 1985 году был отмечен Премией имени Чокана Валиханова.
        У.Б. Баймуратов - автор и соавтор 37 монографий (из них единолично написанных - 12), имеет свыше 622 научных трудов, опубликованных в Казахстане и других странах ближнего и дальнего зарубежья на многих языках мира.
    Автор монографий «Национальная экономическая система» (2000г.), «Деньги и финансы: нелинейная система» (2005г.), «Инвестиции и инновации: нелинейный синтез» (2005г.), «Социальная экономика» (2005г.), «Қазақстан қаржы нарығы» (2007г.), Социализация в экономике: от индивида до государства (2007г.), «Гармония общества и экономики: мировая парадигма» (2010г.), «Қоғам мен экономика Гармониясы (әлемдік парадигма)» (2013г.), «Harmony of Economy and Society The Paradigm of «D+3D», Laws and Problems» (2014 г.), Национальная экономическая система Казахстана:  первое десятилетие реформирования и развития (второе дополненное издание) (декабрь 2018г.)  и многих других книг.
      С 2004 года У.Б. Баймуратов начал публиковать научные статьи об исламской экономической модели и об исламском финансировании экономики в Казахстане в контексте наступления эпохи Востока и цивилизационных перемен в мире.
       У.Б. Баймуратов активно участвовал в становлении современной казахской государственности, в подготовке и принятии Декларации о Суверенитете Казахстана, первой Конституции страны, Налогового и Таможенного кодексов, Законов о собственности, природных ресурсах, о Национальном банке, банковской системе и многих других законов, в разработке первых правительственных программ по переходу к рыночным отношениям, преодолению социально-экономического кризиса в стране.
        Еще в советское время (1990 г.) обосновал в печати  идею триады  о Суверенитете Казахстана и других советских республик, переходе к рыночным отношениям ,  собственной национальной валюте РК «тенге». В условиях Таможенного союза и Единого экономического пространства У.Б. Баймуратов предлагает введение наднациональной валюты  - золотых монет «алтыны».
        В 1990-1995 гг. являлся депутатом Верховного Совета Казахской ССР и Республики Казахстан XII и XIII созывов, председателем Комитета по финансам, бюджету и банкам, членом Координационного совета Верховного Совета Республики Казахстан, будучи избранным депутатом Верховного Совета СССР являлся заместителем председателя Совета Республик Верховного Совета СССР, членом Постоянной комиссии Межпарламентской Ассамблеи государств-участников СНГ.
У.Б. Баймуратов издал фундаментальный многотомный труд в серии «Мировая экономическая мысль». Его публикации получили высокую оценку в рецензиях, как в Казахстане, так и за рубежом.
У.Б. Баймуратову принадлежит научный приоритет в создании теоретических основ дуальности социума «Гармония-дисгармония»,  новой гармоничной социальной экономики, в открытии экономических законов Гармони. Его одноименная монография («Социальная экономика»), вышедшая в 2005 году – пока единственное научное издание в Казахстане и СНГ.
За научное Открытие «Закон социально-экономической Гармонии» в октябре 2014 года Российской академией естественных наук, Международной академией авторов научных открытий и изобретений, Международной ассоциацией авторов научных открытий (Москва) принято решение выдать академику У.Б.Баймуратову Диплом на Открытие № 62-S, а возглавляемому им Научно-исследовательскому институту - Свидетельство.
Научные труды по социальной экономике и Гармонии (монографии «Социализация в экономике: от индивида до государства» и «Гармония общества и экономики: мировая парадигма») являются прорывными направлениями в развитии экономической науки.  Статья «Общество и его экономика – арена действия закона о Гармонии»  отмечена Дипломом и Премией в номинации «Лучшая Статья» Интернет-форума III-го Астанинского экономического форума  (июль 2010 г.).
       За издание «Манифест  гармоничного сознания.  Кризисы, катаклизмы и конфликты: как преодолеть разрушительную синергию трех «К» (2012 г.) и других публикаций по проблемам установления Гармонии в современном мире У.Б.Баймуратов принят в Глобальный союз Гармонии (ГСГ) – международную неправительственную организацию, миссия которой  обеспечить мир для гармоничной цивилизации. Является Президентом регионального Отделения «ГСГ-Казахстан».
        У.Б. Баймуратов является одним из авторов международного Проекта «Перед лицом угрозы третьей мировой войны».
        Более 30 лет ведет преподавательскую деятельность в ведущем вузе Казахстана – Казахском экономическом университете им. Турара Рыскулова, который входит в число лидеров высшего образования. Имеет звание «Почетный профессор АО «Университет Нархоз»   (Решение Ученого совета от 28 июня 2016 года, протокол № 15).
      За многие годы научной деятельности У.Б. Баймуратов вырастил целую плеяду высококвалифицированных научных кадров и специалистов. Под его научным руководством подготовлено  более 50 докторских и кандидатских диссертаций.
У.Б. Баймуратов являлся членом докторских диссертационных советов Казахстана, выступал оппонентом многих десятков докторских и кандидатских диссертаций, защищенных в гг. Астане, Алматы, Караганде, Москве, Ташкенте, Екатеринбурге и др. Ученики У.Б. Баймуратова успешно трудятся не только в Казахстане, но и в Российской Федерации, Прибалтике. Многие из них стали крупными учеными и руководителями.
        По результатам своих исследований У.Б. Баймуратов выступал с докладами и лекциями в США, Англии, России, Китае, Швеции, Австрии и других странах. Участвовал в работе Международных научных конгрессов и форумов экономистов и политологов, Международного центра по налогам и инвестициям (США), Межпарламентской Ассамблеи стран-участниц СНГ и других международных организаций.
        В настоящее время У.Б. Баймуратов продолжает активную научно-педагогическую деятельность, руководит крупными научными проектами.  
       Ведет большую и разнообразную общественную деятельность. Многие годы являлся Президентом Союза научных и инженерных объединений Казахстана. Является членом Союза журналистов и Союза ученых Казахстана. Руководил и состоит членом многих научных советов, редколлегий книг и журналов, в том числе входит в состав: Международного совета научного информационно-аналитического журнала "Экономика региона" (Институт экономики УрО РАН). Журнал включен в следующие базы данных: Scopus. Web of Science. EBSCO и др.; Международного редакционного совета Международного научно-практического журнала «Аудит» (Россия), входящего в «Перечень ВАК ведущих рецензируемых научных журналов и изданий, в которых должны быть опубликованы  основные научные результаты диссертации на соискание ученой степени доктора и кандидата наук» [http://vak.ed.gov.ru]. С 2015 года  член Редакционного совета Сократовского альманаха (Оксфорд, Англия).
        У.Баймуратов один из Учредителей и Председатель Попечительского Совета Международного общественно-благотворительного фонда «Баян Батыр». Это показывает его высокие гражданские позиции, социальную ответственность перед своим народом.
        По его инициативе и личном участии написано 2  Обращения в ООН, Совет Безопасности ООН, в которых автор выступает в защиту мира против войны, включая ядерную.
        Им же написано Обращение в Федеральное Собрание Российской Федерации, в котором Баймуратов У.Б., как истинный патриот своей Родины, убедительно отстаивает территориальную целостность Казахстана и дает достойный ответ нападкам на честь и достоинство казахской нации, которая имеет свои многовековые культурно-нравственные традиции просвещенной нации того времени.
        Имеет награды, премии республиканского уровня:
       - Орден «Кұрмет». Указ Президента Республики Казахстан Н.А. Назарбаева от 3 декабря 2015 года.
       - Медаль «Ғасыр ғұламасы,  академик Н.Назарбаев – Қазақстан Республикасы Ұлттық Ғылым Академиясы алтын медали». 2018 год.
      - Медаль академик Т. Әшімбаев атыңдағы «Қазақстанның индустриалды-инновациялық дамуына қосқан үлкен үлесу және экономика саласындағы ғылыми жетістіктері үшін». / Қазақстан Республикасының Ұллтық Инженерлік Академиясы.
23 ақпан 2018ж., күәлік № 005.
       Количество полученных патентов.
      1. Авторское  право на произведение науки «Қоғам мен экономика (әлемдіқ парадигма) – Свидетельство о госрегистрации прав на объект авторского права № 1150 от 20 августа 2013 года выдан Комитетом по правам интеллектуальной собственности МЮ РК.
       2. Диплом на научное Открытие  «Закон социально-экономической Гармонии» (Диплом № 62-S, 2014 г., № 605 . Выдан Российской академией естественных наук и Международной академией авторов научных открытий и изобретений, г. Москва). 

## Сочинения
- Методы оценки и анализа, перспективы капитальных вложений. А.- А.. 1972;
- Экономические приоритеты. А,-А., 1985;
- Наука и производительные силы, А.. НИИ: Государственное регулирование экономики, А.. 1998.